# Sportakcent
Sportakcent spol. s r. o. byla česká firma, která vyráběla tobogány a skluzavky. Společnost byla založena roku 1991. 

## Historie
Společnost byla založena v roce 1991, kdy začala vyrábět tobogány pro české bazény. V roce 2015 ocenila kvalitu i Česká republika, proto měla pavilon na výstavě EXPO v Miláně. V roce 2016 začala poprvé exportovat do zahraničí. V roce 2018 zkrachovala, kvůli zadlužení u mnoha bank. 